# Юпитер (магнитофон)

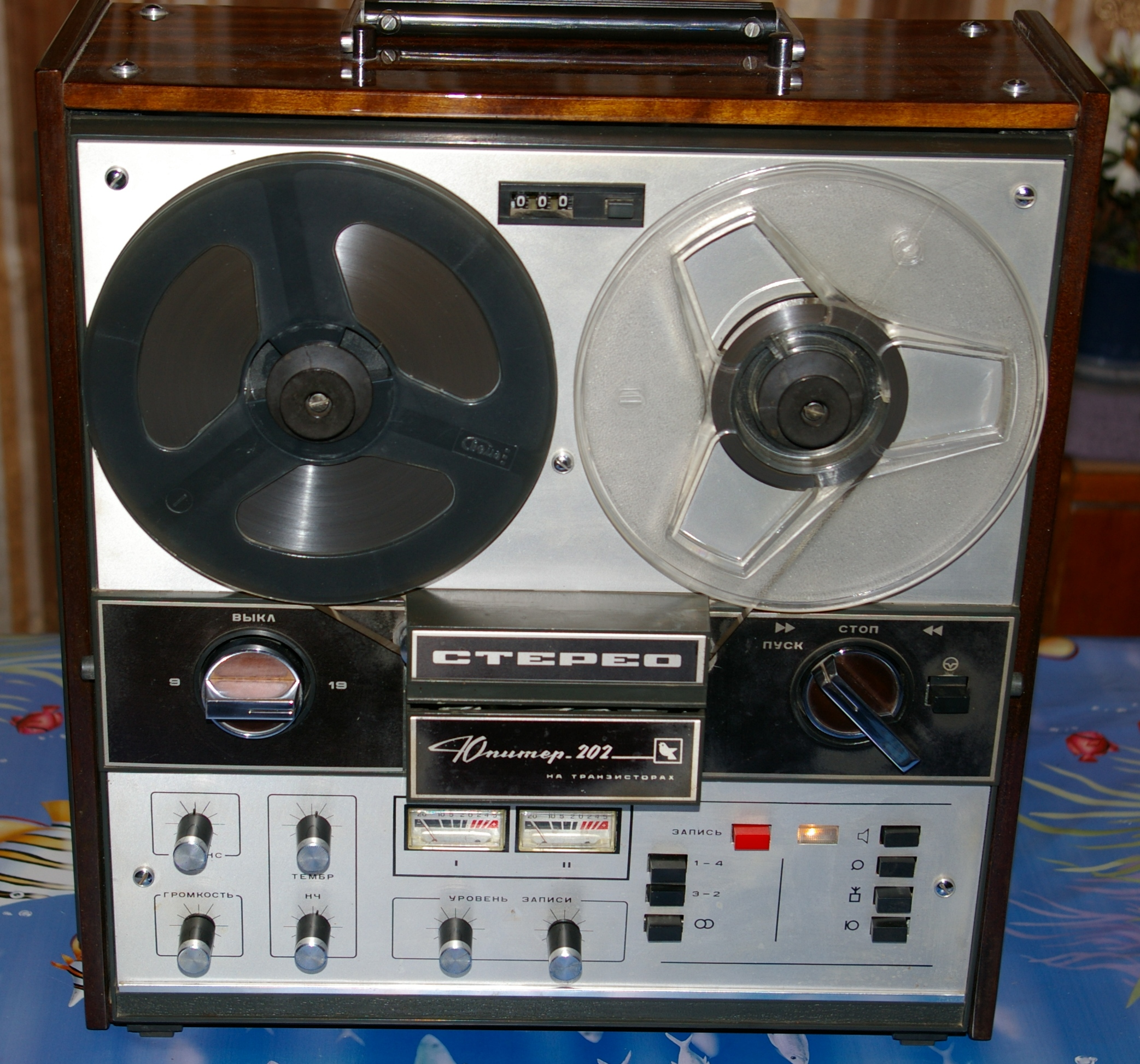
«Юпитер-202-стерео»

«Юпи́тер» — марка советских бытовых катушечных магнитофонов I и II группы сложности.

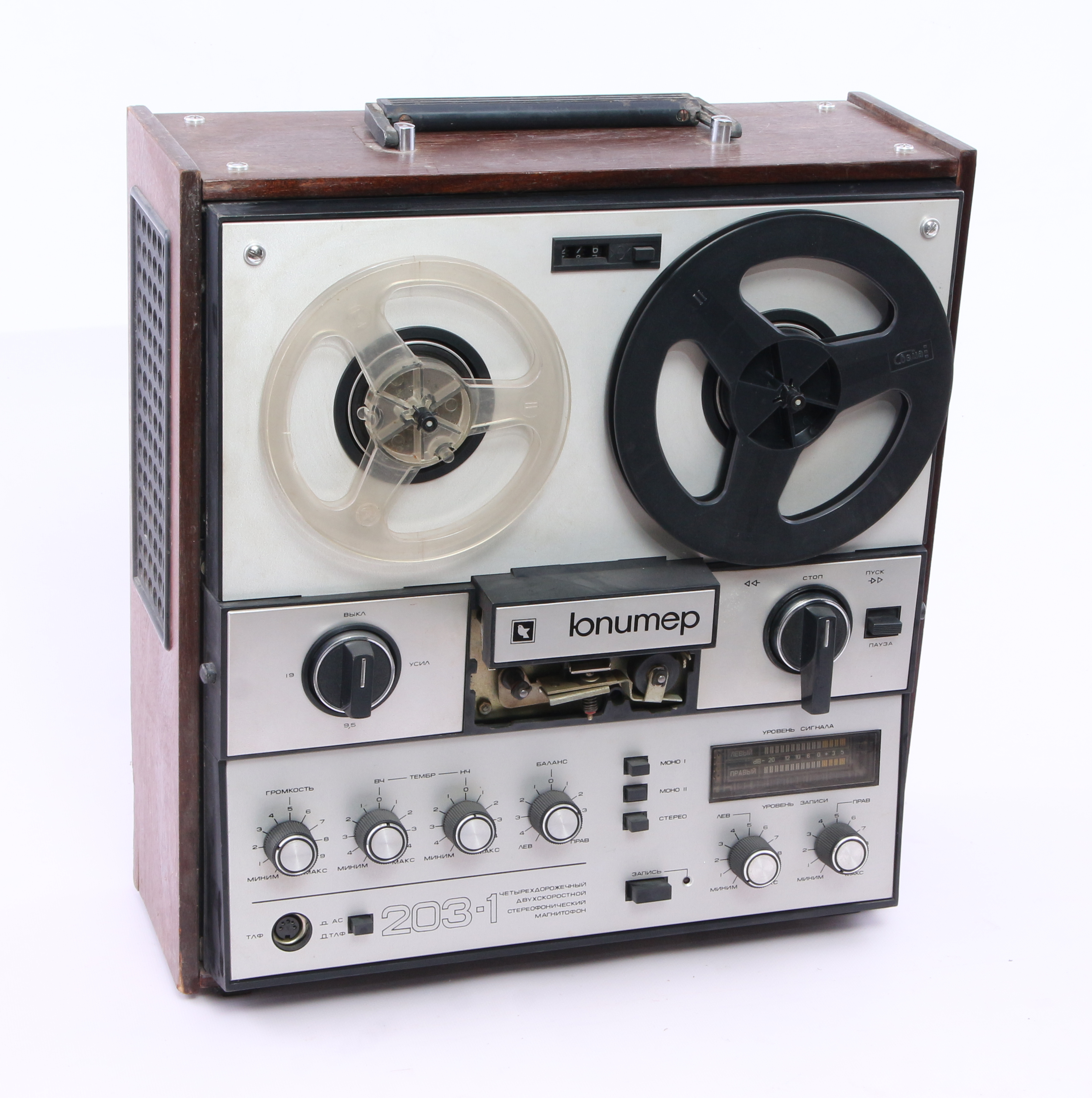
Магнитофон Юпитер 203-1

## История
В начале 1970-х годов Киевским научно-исследовательским институтом электромеханических приборов был разработан образец стационарного стереофонического катушечного магнитофона «Юпитер».
Производство магнитофонов «Юпитер» было организовано на Киевском заводе «Коммунист» (с 1991 года — ОАО «Киевский завод „Радар“»). Монофонический магнитофон «Юпитер-1201» в 1971—1974 годах выпускался также Омским электротехническим заводом им. Карла Маркса (не путать с «Юпитером-201-стерео» киевского производства).
За высокие технические характеристики и качество магнитофон «Юпитер-202-стерео» был удостоен Золотой медали ВДНХ СССР и Государственного знака качества СССР, а также олимпийской символики.

## Модели

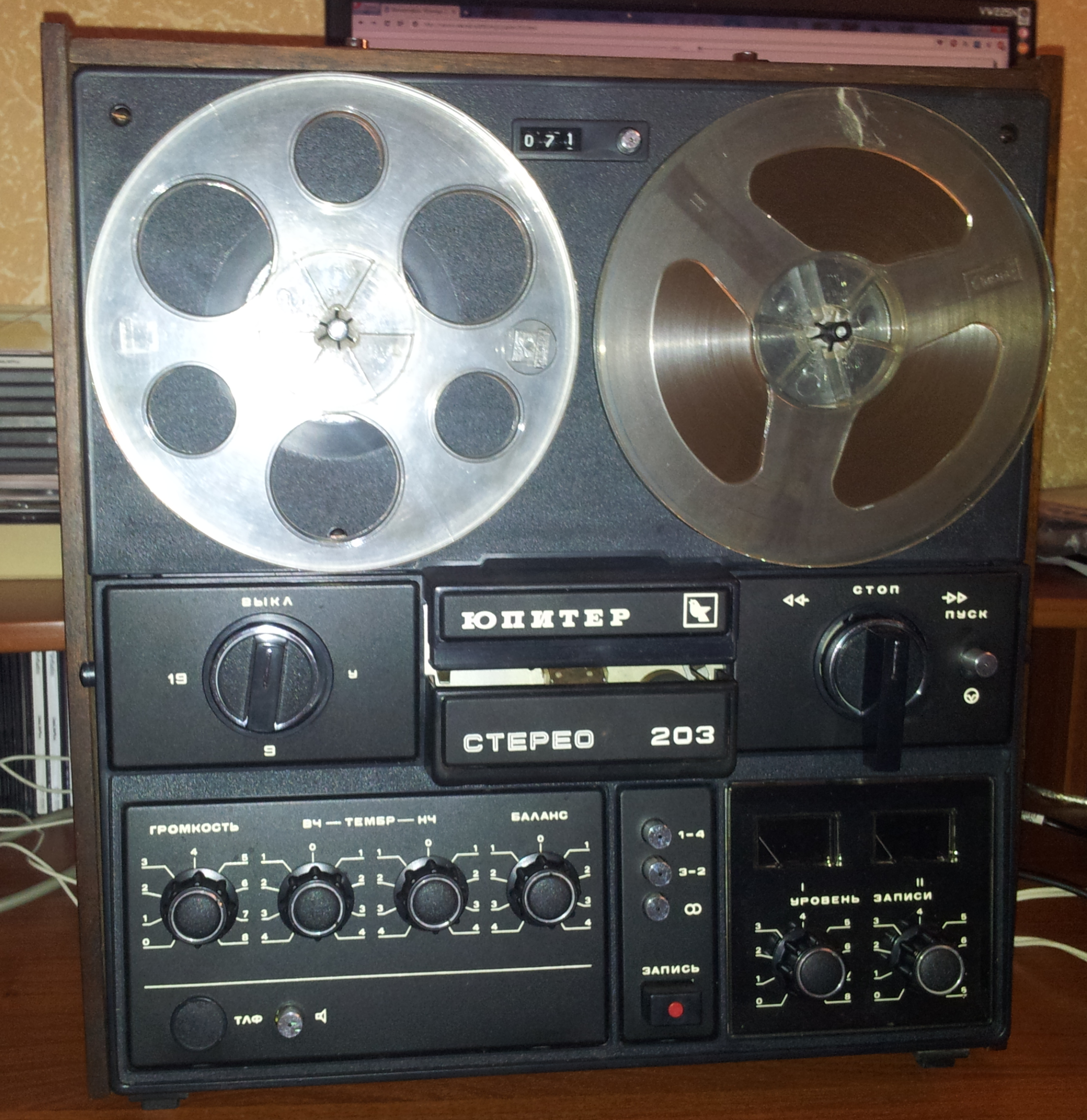
«Юпитер-203-стерео»

- 1971 — «Юпитер-201-стерео», в первых рекламных сообщениях назывался «Юпитер-стерео». Стереофонический катушечный магнитофон 2-го класса с питанием от сети. Лентопротяжный механизм трёхскоростной (19,05, 9,53, 4,76 см/с), одномоторный, унифицированный (тип УПМ-24/34), применялся в магнитофонах многих других марок («Маяк», «Ростов», «Сатурн» и др.). Первый советский бытовой магнитофон вертикальной компоновки.
- 1972 — «Юпитер-303», монофонический четырёхдорожечный магнитофон 3-го класса, с 1973 года выпускался в Омске под названием «Сатурн-301».
- 1974 — «Юпитер-202-стерео», в отличие от модели 201 электронная часть построена по модульному принципу, исключена скорость 4,76 см/с.
- 1974 — «Юпитер-205», опытный катушечный видеомагнитофон с возможностью работы как обычного катушечного аудиомагнитофона.
- 1975 — «Юпитер-Квадро» (квадрофонический, на базе «Юпитер-202-стерео», не путать с усилителем «Юпитер-Квадро» Львовского ПО им. Ленина). Серийно не выпускался.
- 1979 — «Юпитер-203-стерео», в отличие от 202-й модели — на кремниевых транзисторах, усовершенствован лентопротяжный механизм (тип УСМ-24, с 1986 года — УПМ-34), введен автостоп, применены износоустойчивые головки. Магнитофон может работать в режиме усилителя.
- 1980 — «Юпитер-204-стерео», магнитофон-приставка на базе модели 203.
- 1982 — «Юпитер-203-1-стерео», незначительное усовершенствование модели 203 с электронными индикаторами уровня сигнала.
- 1990 — «Юпитер МК-106С», модель 1-й группы сложности с двумя скоростями, сквозным каналом и пятиполосным эквалайзером. До начала 1991 года в магнитофоне был шумоподавитель.
- 1991 — «Юпитер МПК-107С», магнитофон-приставка (тем не менее, снабженный эквалайзером) на базе модели 106. С 1992 года магнитофон комплектовался стрелочными индикаторами вместо электронных.
- 1992 — «Юпитер МК-106С-1», незначительное усовершенствование модели 106. Электронные индикаторы уровня сигнала заменены на стрелочные, как у модели 203.
- 1995—1996 — «Юпитер МК 106С-2». Исключена скорость 9,53 см/c. В поздних партиях магнитофона промежуточный ролик привода ведущего вала заменен на плоский пасик.